# Dirk Zeper
Dirk Zeper (Leeuwarden, 2 februari 1803 - Leeuwarden, 21 februari 1881) was een Nederlandse burgemeester.

## Loopbaan
Zeper was een zoon van Pier Zeper, drost en burgemeester, en Fenna Hesselink. Zijn broer Albert Zeper werd burgemeester in Ten Boer en Hoogeveen. Zeper stamt uit een familie van zeepzieders en nam de zaak van zijn vader over. Hij volgde in 1843 zijn vader in de gemeentepolitiek. Hij was raadslid (1843-1865), wethouder (1849-1853 en 1855-1865) en vanaf 1865 burgemeester in Leeuwarden. Hij werd in 1868 benoemd tot Ridder in de Orde van de Nederlandse Leeuw. Vanwege gezondheidsproblemen werd hij in 1871 eervol ontslagen. Hij overleed tien jaar later, op 78-jarige leeftijd.
In Leeuwarden is in het voormalige IJsbaankwartier een straat naar hem genoemd: de Dirk Zeperweg. Deze loopt bijna gelijk met de vroegere Houtstraat.